# Puntius cauveriensis
Puntius cauveriensis är en fiskart som först beskrevs av Hora, 1937.  Puntius cauveriensis ingår i släktet Puntius och familjen karpfiskar. IUCN kategoriserar arten globalt som starkt hotad. Inga underarter finns listade i Catalogue of Life.